# Vetio Rufino
Vetio Rufino (en latín, Vettius Rufinus) fue un político romano de la Antigüedad tardía que floreció en Roma en el 323.

## Biografía
Se conoce poco sobre Rufino. En la mayoría de las fuentes solo aparece como Rufino, excepto en una inscripción del sur de Italia, en cuya versión completa que probablemente únicamente se conserva en las transcripciones del Renacimiento, aparece el nombre de Vetio. Es probable que tuviera relación con Cayo Vetio Cosinio Rufino (y su esposa Petronia Probiana), cónsul de 316, pudiendo ser su hijo (o sobrino). Vetio Rufino es presumiblemente el mismo Rufino, que se puede rastrear como prefecto del pretorio entre 318 y 320, quizás como compañero del hijo primogénito de Constantino I el Grande Crispo en la Galia.
En 323, Rufino, ocupó el consulado como segundo cónsul (consul posterior), junto con Acilio Severo. Aunque en ese momento el consulado apenas tenía peso político, aún se consideraba particularmente honorable. El cargo de cónsul tenía una función epónima, por lo que los años llevaban el nombre de los dos cónsules. Entonces, el nombre de Rufino aparece con frecuencia en las fuentes, especialmente en los Fasti consulares y en inscripciones. [4]
Pudo haberse casado con una Agoria y ser el padre de Vetio Agorio Pretextato.
| Cónsul del Imperio romano                               | Cónsul del Imperio romano | Cónsul del Imperio romano                       |
| ------------------------------------------------------- | ------------------------- | ----------------------------------------------- |
| Predecesores Petronio Probiano Amnio Anicio Juliano 322 | con Acilio Severo 323     | Sucesores Crispo (III) Constantino II (III) 324 |